# وحيدة الدريدي
وحيدة الدريدي ممثلة وكاتبة ومخرجة مسرحية تونسية.ف
شاركت في عدة أعمال مسرحية وتلفزيونية تونسية أهمها: عطر الغضب، خطى فوق السحاب، حسابات وعقابات، أقفاص بلا طيور، الزوجة الخامسة، وغيرها. أهم أدوارها شخصية «خديجة» في مسلسل من أجل عيون كاترين، ودورها في مسلسل «أولاد مفيدة» الذي استمر عرضه على مدى 5 أجزاء، حيث جسدت دور البطولة شخصية «مفيدة» وحازت على أدائها جائزة أفضل ممثلة من استفتاء موزاييك.وحازت على تكريم من المهرجان المغاربي للفيلم عام 2023.

## فيلموغرافيا

### الأعمال السينمائية
- 2001 : فاطمة لخالد غربال
- 2004 : كلمة رجال لمعز كمون
- 2005 : النمر والثلج لروبيرتو بينيني

### الأعمال التلفزية
- 2002 : عطر الغضب لالحبيب المسلماني
- 2003 : عند عزيز لصلاح الدين الصيد
- 2004 : حسابات وعقابات للحبيب المسلماني بدور عاطف وزان
- 2008 : شوفلي حل لصلاح الدين الصيد (ضيفة شرف الحلقة 24 من الموسم 4) بدور نجلاء
- 2009 : أقفاص بلا طيور لعز الدين الحرباوي
- 2011 : البورطابل للحبيب المسلماني
- 2012 : من أجل عيون كاترين لحمادي عرافة بدور خديجة
- 2012 : الهروب من قرطاج (فيلم تلفزي) لمديح بالعيد
- 2013 : الزوجة الخامسة للحبيب المسلماني وجمال الدين خليف بدور هنيّة البورنيدي شهرت هنّونة
- 2014 : يقوي سعدك لأمير الماجولي وأسامة عبد القادر بدور كلثوم
- 2014 : مكتوب (الموسم الرابع) لسامي الفهري بدور والدة الهادي
- 2015-2020 : أولاد مفيدة لسامي الفهري بدور مفيدة
- 2018 : تاج الحاضرة لسامي الفهري بدور شريفة
- 2021 : أولاد الغول لمراد بن الشيخ بدور الكاملة
- 2023 : الجبل الأحمر لربيع التكالي (ضيفة شرف الحلقات 9 و11 و12 و15 و18 إلى 19) بدور فاطمة شهرت فطومة

### الأعمال المسرحية
- 2007 : للاّ الشاردة، قام بإخراجها مسرحيا وحيدة الدريدي
- 2010 : مرحبا أيها الفنانون !، قام بكتابتها وإخراجها مسرحيا عماد الوسلاتي
- 2015 : الرجوع، قام بكتابتها وإخراجها مسرحيا وحيدة الدريدي

## وصلات خارجية
وحيدة الدريدي على موقع IMDb (الإنجليزية)
- وحيدة الدريدي على موقع قاعدة بيانات الأفلام العربية
- وحيدة الدريدي على موقع كينوبويسك (الروسية)